# 6352 Шлаун
6352 Шлаун (6352 Schlaun) — астероїд головного поясу, відкритий 16 жовтня 1977 року.
Тіссеранів параметр щодо Юпітера — 3,517.